# Prostaphérèse
La prostaphérèse est un algorithme que l'on utilisait à la fin du XVIe et au début du XVIIe siècles pour effectuer rapidement quoique approximativement les multiplications ou les divisions de nombres ayant beaucoup de chiffres. Cette technique, utilisant des formules de trigonométrie, était en vogue chez les scientifiques — notamment les astronomes — durant le quart de siècle qui a précédé l'invention des logarithmes en 1614. Son nom vient de la contraction de deux mots grecs :  πρόσθεσις /  prosthesis (« addition ») et  ἀφαίρεσις /  aphaeresis (« soustraction »), le principe du procédé étant d'effectuer des additions et soustractions à la place de la (grosse) multiplication ou division.
N.B. En astronomie ancienne, le mot prostaphérèse avait parfois un autre sens :

C'est la différence entre le lieu moyen d'une planète, et son lieu vrai, une correction qu'il convient d'ajouter ou de soustraire.

## Origines et motivation

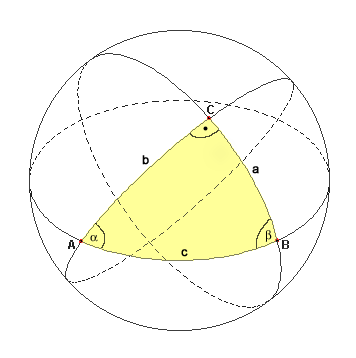
Un triangle sphérique

Aux XVIe et XVIIe siècles, les astronomes élaboraient des éphémérides, utiles, entre autres, aux marins qui pratiquaient la navigation céleste. Les calculs de ces éphémérides nécessitaient une bonne maîtrise de la trigonométrie sphérique (voir figure) et mettaient en jeu des formules telles que :
{\displaystyle {\begin{cases}\sin a\ \sin \beta =\sin b\ \sin \alpha \\\cos a=\cos b\ \cos c+\sin b\ \sin c\ \cos \alpha \end{cases}}}
où {\displaystyle a}, {\displaystyle b} et {\displaystyle c} sont des arcs interceptés par des angles au centre de la sphère.
Dans l'application ces formules, on est amené à faire des multiplications, divisions et d'avoir recours aux tables trigonométriques. Les astronomes qui étaient aguerris à ce genre de calculs ont trouvé des moyens d'éviter les fastidieuses multiplications et divisions en les remplaçant par des additions et soustractions.
 
La prostaphérèse apparut ainsi vers 1580, mais on ne peut pas l'attribuer de façon sûre à un inventeur, plusieurs astronomes ou mathématiciens ayant contribué à son développement. Parmi les initiateurs de cette technique, on peut citer Ibn Yunus, Johannes Werner, Paul Wittich, Jost Bürgi, Christophe Clavius, et François Viète. L'astronome Tycho Brahe fut un grand utilisateur de ces techniques, Bürgi et l'écossais John Napier cherchèrent à l'améliorer encore, ce qui les conduisit à l'invention des logarithmes, attribuée à ce dernier (1614).

## L'algorithme

### Formules de transformation de produits en sommes ou différences
{\displaystyle \sin \alpha \sin \beta ={\frac {1}{2}}[\cos(\alpha -\beta )-\cos(\alpha +\beta )]}
{\displaystyle \cos \alpha \cos \beta ={\frac {1}{2}}[\cos(\alpha -\beta )+\cos(\alpha +\beta )]}
{\displaystyle \sin \alpha \cos \beta ={\frac {1}{2}}[\sin(\alpha +\beta )+\sin(\alpha -\beta )]}
{\displaystyle \cos \alpha \sin \beta ={\frac {1}{2}}[\sin(\alpha +\beta )-\sin(\alpha -\beta )]}
Ces formules sont parfois appelées formules de Simpson mais les deux premières ont été énoncées par Bürgi bien avant lui. Les deux autres s'en déduisent. (Quand on multiplie par 2 les deux membres de ces égalités, on obtient la formulation dite de Werner).

### Exemple d'application
Soit à effectuer la multiplication : {\displaystyle 0,173\times 0,4578}

On peut choisir la première formule
- On détermine les arguments à l'aide d'une table trigonométrique : {\displaystyle 0,173\approx \sin(10^{o})} et {\displaystyle 0,4578\approx \sin(27^{o})}
- Pour {\displaystyle \alpha =10^{o}} et {\displaystyle \beta =27^{o}}, on calcule la somme {\displaystyle \alpha +\beta =37^{o}} et la différence {\displaystyle \alpha -\beta =-17^{o}}
- On applique la première formule, obtenant : {\displaystyle 0,173\times 0,4578\approx {\frac {1}{2}}[\cos(-17^{o})-\cos(37^{o})]}
- La table trigonométrique donne {\displaystyle \cos(-17^{o})\approx 0,9563} et {\displaystyle \cos(37^{o})\approx 0,79864}.
- On calcule la demi-différence des cosinus, obtenant {\displaystyle 0,173\times 0,4578\approx 0,07884}.

La valeur exacte du produit est 0,079 19.. ; le résultat n'est pas précis du fait que l'on a procédé à des arrondis intempestifs.

### Virgule flottante
Soit à effectuer la multiplication : {\displaystyle 5227\times 12,1877}

On peut choisir la deuxième formule:
- La table trigonométrique donne les arguments : {\displaystyle 0,5227\approx \cos(58,5^{o})} et {\displaystyle 0,1218777\approx \cos(83^{o})}
- Pour {\displaystyle \alpha =58,5^{o}} et {\displaystyle \beta =83^{o}}, on a : {\displaystyle \alpha +\beta =141,5^{o}} et {\displaystyle \alpha -\beta =-24,5^{o}}
- La deuxième formule donne :{\displaystyle 0,5227\times 0,121877\approx {\frac {1}{2}}[\cos(-24,5^{o})+\cos(141,5^{o})]}
- La table trigonométrique donne {\displaystyle \cos(-24,5^{o})\approx 0,91} et {\displaystyle \cos(141,5^{o})\approx -0,7826}.
- On calcule la demi-somme ou moyenne, obtenant {\displaystyle 0,5227\times 0,121877\approx 0,0637}
- Il reste à replacer la virgule :

{\displaystyle 5227\times 12,1877=0,5227\times 10^{4}\times 0,121877\times 10^{2}\approx 0.0637\times 10^{6}=63700}

Le résultat exact était 63705,1079 : l'approximation est assez bonne puisqu'on a arrondi au dixième de degré.

### Division
Pour effectuer des divisions par prostaphérèse, on aura recours aux fonctions sécante ou cosécante {\displaystyle \sec(x)={\frac {1}{\cos x}}\ } et {\displaystyle \ \csc(x)={\frac {1}{\sin x}}}

Exemple : Soit à diviser {\displaystyle 2021} par {\displaystyle 0,448}

On pourra utiliser la deuxième formule :
- La table trigonométrique donne {\displaystyle 0,2021\approx \cos(78,34^{o})} et {\displaystyle 4,48\approx \sec(77,1^{o})}, par conséquent {\displaystyle 0,2021/4,48\approx {\frac {\cos(78,34^{o})}{\sec(77,1^{o})}}=\cos(78,34^{o})\times \cos(77,1^{o})}
- On applique la deuxième formule avec {\displaystyle \alpha =78,34^{o}} et {\displaystyle \beta =77,1^{o}}, soit {\displaystyle \alpha +\beta =155,44^{o}} et {\displaystyle \alpha -\beta =1,24^{o}}, obtenant : {\displaystyle 0,2021/4,48\approx {\frac {1}{2}}[\cos(1,24^{o})+\cos(155,44^{o})]}
- La table trigonométrique donne {\displaystyle \cos(1,24^{o})\approx 0,99977} et {\displaystyle \cos(155,44^{o})\approx -0,90953}
- On calcule la demi-somme, obtenant {\displaystyle 0,2021/4,48\approx 0,04512}
- Il reste à replacer la virgule :

{\displaystyle 2021/0,448=0,2021\times 10^{4}/(4,48\times 10^{-1})\approx 0,04512\times 10^{5}=4512}

Le résultat exact était 4 511,16... : l'approximation est assez bonne puisqu'on a arrondi au dixième de degré.

## Précision des calculs par prostaphérèse
Les exemples ci-dessus montrent que la précision des résultats obtenus par prostaphérèse peut être décevante. Elle résulte ici des arrondis des conversions effectuées à l'aide des tables numériques.

La précision pourrait être améliorée par la pratique d'interpolations linéaires, mais celles-ci nécessiteraient elles-mêmes des multiplications ou divisions. Bien entraînés aux calculs, les initiateurs de la prostaphérèse pratiquaient ces interpolations au jugé.
L'amélioration était surtout attendue de la qualité des tables numériques et l'on assista à un développement de tables de trigonométrie très détaillées telles que la table de Pitiscus ou le Canon Sinuum de Jost Bürgi qui donnaient les sinus avec des pas de l'ordre de la minute ou de 2 secondes d'angles.